# Barrington (Rhode Island)
Barrington es un pueblo ubicado en el condado de Bristol en el estado estadounidense de Rhode Island. En el año 2000 tenía una población de 16,812 habitantes y una densidad poblacional de 771.4 personas por km².

## Geografía
Barrington se encuentra ubicado en las coordenadas 41°44′43″N 71°19′5″O / 41.74528, -71.31806. Según la Oficina del Censo, la ciudad tiene un área total de 39,9 km² (15,4 mi²), de la cual 21,1 km² (8,1 mi²) es tierra y 18,1 km² (7 mi²) (45.46%) es agua.

## Demografía
Según la Oficina del Censo en 2000 los ingresos medios por hogar en la localidad eran de $74,591, y los ingresos medios por familia eran $84,657. Los hombres tenían unos ingresos medios de $59,722 frente a los $36,195 para las mujeres. La renta per cápita para la localidad era de $35,881. Alrededor del 3.4% de la población estaban por debajo del umbral de pobreza.